# 全国各種団体名鑑
全国各種団体名鑑（ぜんこくかくしゅだんたいめいかん）は1965年から出版されている、日本の公益法人・各種団体を分類・配列した資料。各団体の概要、会員数、予算などを掲載。上・中・下巻の三冊組。
数度出版元の変遷があった。1982年版からシバが出版元、2009年版からは原書房。1982年版の価格は5万円。隔年刊から毎年刊に移行した。